# Violette agréable
Viola blanda
Espèce
Classification APG III (2009)
La violette agréable (Viola blanda) est une espèce de plantes à fleurs de la famille des Violaceae, originaire de l'ouest de l'Amérique du Nord, au Canada et aux États-Unis.

## Liste de variétés
Selon NCBI (8 oct. 2011) :
- Viola blanda var. palustriformis